# مونت بوفالورا
مونت بوفالورا (بالإنجليزية: Munt Buffalora)‏ هو أحد جبال سلسلة جبال الألب أورتلير ويقع في كانتون غراوبوندن في سويسرا. يحتل المرتبة رقم 300 في قائمة جبال سويسرا من حيث الارتفاع، إذ يبلغ ارتفاعه حوالي 2630 متر، بينما يبلغ ارتفاع نتوء الجبل 351 متر.

## المناخ
يظهر الجدول التالي التغييرات المناخية على مدار السنة لمونت بوفالورا:
| البيانات المناخية لـمونت بوفالورا  | البيانات المناخية لـمونت بوفالورا | البيانات المناخية لـمونت بوفالورا | البيانات المناخية لـمونت بوفالورا | البيانات المناخية لـمونت بوفالورا | البيانات المناخية لـمونت بوفالورا | البيانات المناخية لـمونت بوفالورا | البيانات المناخية لـمونت بوفالورا | البيانات المناخية لـمونت بوفالورا | البيانات المناخية لـمونت بوفالورا | البيانات المناخية لـمونت بوفالورا | البيانات المناخية لـمونت بوفالورا | البيانات المناخية لـمونت بوفالورا | البيانات المناخية لـمونت بوفالورا |
| الشهر                              | يناير                             | فبراير                            | مارس                              | أبريل                             | مايو                              | يونيو                             | يوليو                             | أغسطس                             | سبتمبر                            | أكتوبر                            | نوفمبر                            | ديسمبر                            | المعدل السنوي                     |
| ---------------------------------- | --------------------------------- | --------------------------------- | --------------------------------- | --------------------------------- | --------------------------------- | --------------------------------- | --------------------------------- | --------------------------------- | --------------------------------- | --------------------------------- | --------------------------------- | --------------------------------- | --------------------------------- |
| متوسط درجة الحرارة الكبرى °م (°ف)  | −2.2 (28.0)                       | −0.7 (30.7)                       | 2.3 (36.1)                        | 5.3 (41.5)                        | 10.7 (51.3)                       | 14.6 (58.3)                       | 17.5 (63.5)                       | 17.0 (62.6)                       | 13.0 (55.4)                       | 8.9 (48.0)                        | 2.1 (35.8)                        | −2.2 (28.0)                       | 7.2 (45.0)                        |
| المتوسط اليومي °م (°ف)             | −9.2 (15.4)                       | −8.4 (16.9)                       | −4.4 (24.1)                       | −0.4 (31.3)                       | 4.8 (40.6)                        | 8.4 (47.1)                        | 10.7 (51.3)                       | 10.3 (50.5)                       | 6.6 (43.9)                        | 2.2 (36.0)                        | −4.1 (24.6)                       | −8.4 (16.9)                       | 0.7 (33.3)                        |
| متوسط درجة الحرارة الصغرى °م (°ف)  | −16.2 (2.8)                       | −15.9 (3.4)                       | −11.4 (11.5)                      | −6.6 (20.1)                       | −1.2 (29.8)                       | 1.9 (35.4)                        | 3.8 (38.8)                        | 3.7 (38.7)                        | 0.6 (33.1)                        | −3.2 (26.2)                       | −9.6 (14.7)                       | −14.5 (5.9)                       | −5.7 (21.7)                       |
| الهطول مم (إنش)                    | 34 (1.3)                          | 28 (1.1)                          | 40 (1.6)                          | 52 (2.0)                          | 83 (3.3)                          | 87 (3.4)                          | 107 (4.2)                         | 106 (4.2)                         | 75 (3.0)                          | 75 (3.0)                          | 66 (2.6)                          | 42 (1.7)                          | 793 (31.2)                        |
| متوسط تساقط الثلوج سم (إنش)        | 65.1 (25.6)                       | 44.7 (17.6)                       | 50.9 (20.0)                       | 54.8 (21.6)                       | 18 (7.1)                          | 5.1 (2.0)                         | 1.7 (0.7)                         | 2.8 (1.1)                         | 6.2 (2.4)                         | 24.6 (9.7)                        | 54.1 (21.3)                       | 73.5 (28.9)                       | 401.5 (158.1)                     |
| متوسط أيام هطول الأمطار (≥ 1.0 mm) | 7.0                               | 5.8                               | 7.4                               | 9.1                               | 11.2                              | 11.3                              | 11.3                              | 11.0                              | 8.8                               | 8.3                               | 8.1                               | 7.4                               | 106.7                             |
| متوسط الأيام المثلجة (≥ 1.0 cm)    | 9.1                               | 7.2                               | 8.2                               | 7.8                               | 3                                 | 0.6                               | 0.2                               | 0.3                               | 1                                 | 3.1                               | 6.8                               | 8.5                               | 55.8                              |
| متوسط الرطوبة النسبية (%)          | 82.9                              | 81.0                              | 79.4                              | 76.9                              | 75.0                              | 71.2                              | 69.3                              | 72.0                              | 73.7                              | 76.6                              | 82.9                              | 83.6                              | 77.0                              |
| المصدر: MeteoSwiss                 |                                   |                                   |                                   |                                   |                                   |                                   |                                   |                                   |                                   |                                   |                                   |                                   |                                   |